# Musei di San Domenico

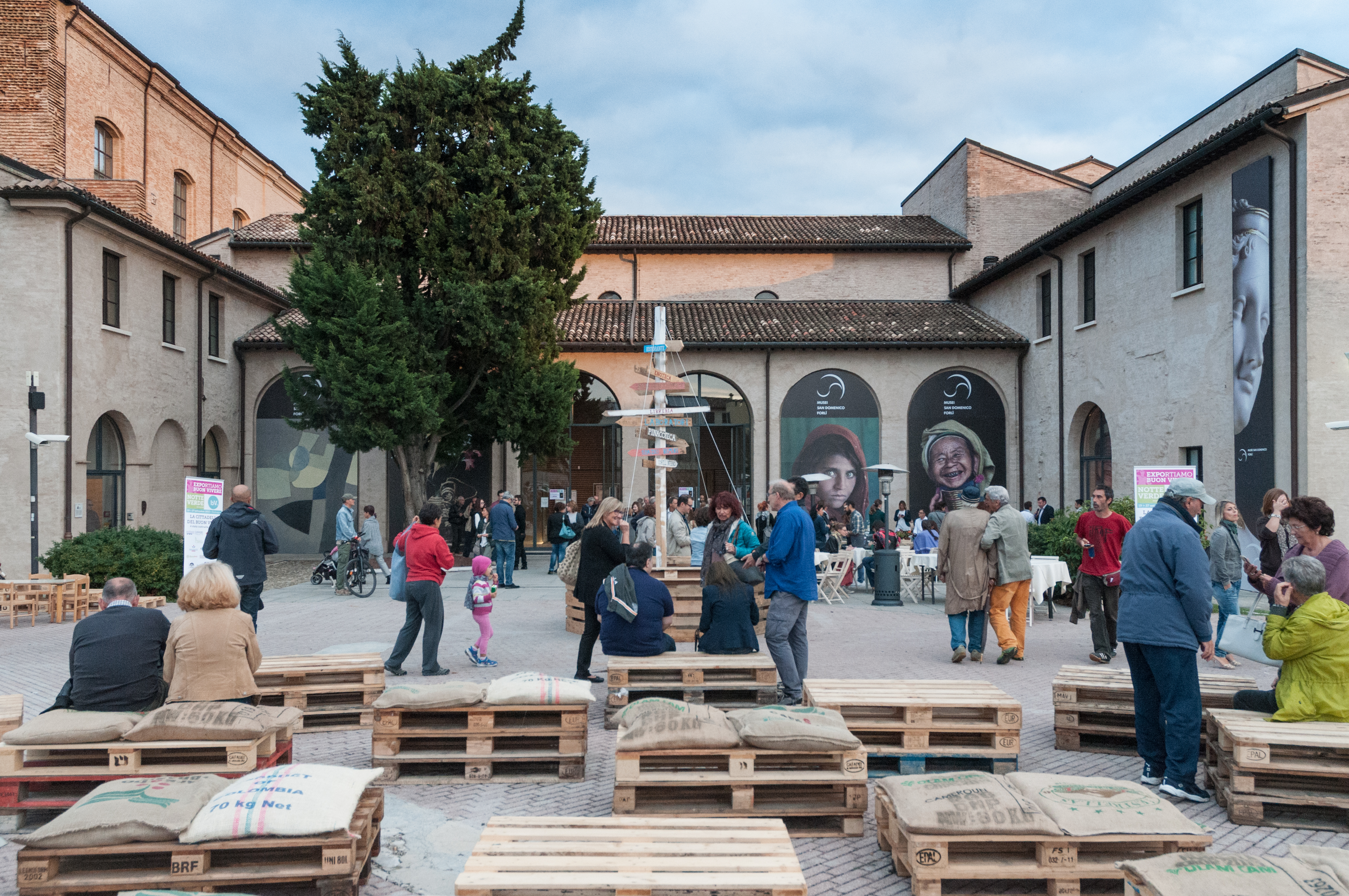
Musei di San Domenico, inaugurazione della mostra dedicata a Steve McCurry (2015)

I musei di San Domenico si trovano a Forlì e devono il nome a un convento domenicano risalente al XIII secolo. Il complesso museale è formato da cinque edifici: palazzo Pasquali, chiesa di San Giacomo Apostolo, convento dei Domenicani, convento degli Agostiniani e sala Santa Caterina. Al suo interno è ospitata la Pinacoteca Civica di Forlì. È inoltre  sede di esposizioni temporanee.
Il refettorio del convento domenicano presenta affreschi cinquecenteschi attribuiti a Girolamo Ugolini. Sulla parete nord-est l'affresco è ripartito in tre parti suddivise da elementi architettonici con al centro la Crocifissione, a sinistra l'apparizione dei santi Pietro e Paolo a San Domenico e a destra sempre San Domenico che resuscita il giovane Napoleone Orsini caduto da cavallo. Sulla parete di sud-ovest è rappresentata la mensa di San Domenico con il miracoli dei pani. Quest'ultimo affresco fu gravemente danneggiato dai militari nel periodo napoleonico.

## Esposizioni temporanee

### Pittura e scultura
- "Marco Palmezzano - Il Rinascimento nelle Romagne" (dal 4 dicembre 2005 al 30 aprile 2006).
- "Silvestro Lega, i Macchiaioli e il Quattrocento" (dal 14 gennaio al 24 giugno 2007).
- "Guido Cagnacci - Protagonista del Seicento tra Caravaggio e Reni" (dal 20 gennaio al 22 giugno 2008, inaugurata dal Presidente del Consiglio dei ministri Romano Prodi).
- "Maceo - Anni romani 1934-1944" (dal 21 settembre al 30 novembre 2008, opere di Maceo Casadei).
- "Antonio Canova - L'ideale classico tra scultura e pittura" (dal 25 gennaio al 21 giugno 2009).
- "Fiori - Natura e simbolo dal Seicento a van Gogh" (dal 24 gennaio al 20 giugno 2010).
- "Egitto mai visto - Le dimore eterne di Assiut e Gebelein" (dall'11 settembre 2010 al 9 gennaio 2011).
- "Melozzo da Forlì - L'umana bellezza tra Piero della Francesca e Raffaello" (dal 29 gennaio al 12 giugno 2011).
- "Wildt - L'anima e le forme tra Michelangelo e Klimt" (dal 28 gennaio al 17 giugno 2012).
- "Novecento - Arte e vita in Italia tra le due guerre" (dal 2 febbraio al 13 giugno 2013.
- "Liberty – Uno stile per l'Italia" (dal 1º febbraio al 15 giugno 2014).
- "EuroVisioni - Tito Pasqui, un forlivese alle grandi esposizioni (1873-1906)" (dal 10 ottobre 2014 al 6 gennaio 2015).
- "Boldini - Lo spettacolo della modernità" (dal 1º febbraio al 14 giugno 2015).
- "Piero della Francesca - Indagine su un mito" (dal 13 febbraio al 26 giugno 2016).
- "Art Déco - Gli anni ruggenti in Italia" (dall'11 febbraio al 18 giugno 2017).
- "L’Eterno e il Tempo tra Michelangelo e Caravaggio" (dal 10 febbraio 2018 al 17 giugno 2018, mostra insignita del "Fifth Global Fine Art Award" nella categoria "Best Renaissance, Baroque, Old Masters, Dynasties - Group or Theme".[1]).
- "Ottocento - L'arte dell'Italia tra Hayez e Segantini" (dal 9 febbraio al 16 giugno 2019).
- "Ulisse - L'arte e il mito" (dal 15 febbraio al 21 giugno 2020, poi ricollocata dal 19 maggio al 31 ottobre 2020 a seguito dell'emergenza COVID-19[2]), mostra insignita del premio "Global Fine Art Awards" per la categoria "Best Ancient"[3].
- "Dante - La visione dell'arte." (dal 30 luglio all'11 luglio 2021).
- "Maddalena. Il mistero e l'immagine" (dal 27 marzo al 10 luglio 2022)
- "L'Arte della moda" (dal 18 marzo al 2 luglio 2023)
- "Preraffaelliti" (dal 24 febbraio al 30 giugno 2024)
- "Il Ritratto dell’Artista - Nello specchio di Narciso. Il volto, la maschera, il selfie" (dal 23 febbraio al 29 giugno 2025)

### Fotografia
- "Steve McCurry - Icons and Women" (dal 26 settembre 2015 al 10 gennaio 2016).
- "Sebastião Salgado - Genesi" (dal 28 ottobre 2016 al 29 gennaio 2017).
- "Elliott Erwitt - Personae" (dal 23 settembre 2017 al 7 gennaio 2018).
- "Ferdinando Scianna" (dal 22 settembre 2018 al 6 gennaio 2019).
- "La fotografia di Paolo Monti" (dal 6 ottobre 2018 al 6 gennaio 2019).
- "Steve McCurry - Cibo" (dal 21 settembre 2019 al 6 gennaio 2020).
- "Essere umane - Le grandi fotografe raccontano il mondo." (dal 18 settembre 2021 al 30 gennaio 2022).

## Premi e riconoscimenti
- 2019 - Global Fine Art Awards nella categoria Best Renaissance, Baroque, Old Masters, Dynasties - Group or Theme per la mostra L’Eterno e il Tempo tra Michelangelo e Caravaggio
- 2021 - Global Fine Art Awards nella categoria Best Ancient per la mostra Ulisse. L’arte e il mito.